# Siliștea (okręg Botoszany)
Siliștea  – wieś w Rumunii, w okręgu Botoszany, w gminie Stăuceni. W 2011 roku liczyła 498 mieszkańców.